# Wāw

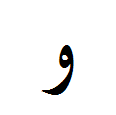
Wāw in isolierter Form

Wāw (arabisch واو) ist der 27. Buchstabe des arabischen Alphabets. Er ist aus dem phönizischen Waw hervorgegangen und dadurch mit dem lateinischen F, V (und somit auch U und W) und Y verwandt. Seine Entsprechung im griechischen Alphabet ist das heute nicht mehr verwendete Digamma und im hebräischen Alphabet das Waw. Ihm ist der Zahlenwert 6 zugeordnet.

## Lautwert und Umschrift

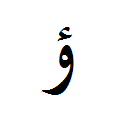
Wāw mit Hamza darüber

Das Wāw ist einer der beiden Halbkonsonanten des Arabischen. Je nach Wort steht es für einen Konsonanten oder dient der Vokallängung.
- Als Konsonant entspricht das Wāw dem stimmhaften labiovelaren Approximanten, somit dem englischen „w“-Laut in white oder water. Es wird in der DMG-Umschrift mit „w“ wiedergegeben;
- Als Zeichen für die Vokallängung steht Wāw für das geschlossene (=„lange“) U wie in „Usedom“, als Längung des kurzen u (Damma). Es wird in der DMG-Umschrift dann als „u“ mit einem Strich darüber wiedergegeben (ū).

Des Weiteren kann Wāw als Trägervokal für das Hamza dienen.
Im Vornamen عمرو Amr ist das Wāw stumm. Im Wort صلوة salah (Gebetsritual), das auch صلاة geschrieben werden kann, und wenigen weiteren Wörtern wird es wie Alif gesprochen.

## Wāw in Unicode
| Unicode Codepoint | U+0648            |
| Unicode-Name      | ARABIC LETTER WAW |
| HTML              | &#1608;           |
| ISO 8859-6        | 0xe8              |